# Baywatch (televíziós sorozat)
A Baywatch 1989-ben bemutatott, tíz éven keresztül futó amerikai televíziós sorozat. Befejezése után két kapcsolódó sorozat indult: a Baywatch – Hawaii és a Baywatch – Forró éjszakák. A Baywatch - Hawaii a sorozat nem hivatalos spin-off-ja, amely a 10. és 11. évad történéseit foglalja össze. A Baywatch – Forró éjszakák a hivatalos spin-off, amely az eredeti sorozat pár szereplőjével készített nyomozós sorozat volt. Baywatch - Forbidden Paradise (1995),  Baywatch – Hawaii esküvő (1997), Baywatch - White Thunder at Glacier Bay (1998) címmel készültek filmek is. Az 1989-től 2001-ig futó sorozat nézettségi rekordot döntött 1,1 milliárd nézőjével szakasza a sorozat sugárzásának, amikor az összes földrészen adásban volt valamelyik Baywatch-epizód, kivéve az Antarktiszt.

## Történet
A sorozatban a Malibu strandjain dolgozó vízimentők mindennapjait követhetjük figyelemmel, élükön Mitch Buchannon-nel, akik a tengerparton vagy a vízben bajba került emberek kimentésén kívül a közrend betartásával is foglalkoznak. Közben pedig a magánéletük és érzelmi, szerelmi kapcsolataik alakulásába is bepillantást nyerhetünk.

## Szereplők - Baywatch (1989-1999)
| Szerep                       | Színész                          | Magyar hang                                  | Szereplési idő                         |
| ---------------------------- | -------------------------------- | -------------------------------------------- | -------------------------------------- |
| Lt. Mitch Buchannon          | David Hasselhoff                 | Forgács Péter                                | 1989-99                                |
| Craig Pomeroy                | Parker Stevenson                 | Malcsiner Péter Láng Balázs                  | 1989-90 (ezután visszatérő szereplő)   |
| Jill Riley                   | Shawn Weatherly                  | Orosz Helga                                  | 1989-90                                |
| Eddie Kramer                 | Billy Warlock                    | Görög László Bor Zoltán                      | 1989-92                                |
| Trevor Cole                  | Peter Phelps                     | Kerekes József                               | 1989-90                                |
| Shauni McClain               | Erika Eleniak                    | Udvarias Anna Kisfalvi Krisztina             | 1989-92                                |
| Gina Pomeroy                 | Holly Gagnier                    | Andresz Kati                                 | 1989-90                                |
| Casey Jean 'C.J.' Parker     | Pamela Anderson                  | Balogh Erika                                 | 1992-97                                |
| Sergeant Garner Ellerbee     | Gregory Alan Williams            | Melis Gábor Gesztesi Károly                  | 1989-90, 1992, 1993-95                 |
| Hobie Buchannon (gyerekként) | Brandon Call                     | Szentesi Gergő Benedikty Marcell             | 1989-90                                |
| Hobie Buchannon              | Jeremy Jackson                   | Szvetlov Balázs Molnár Levente Kováts Dániel | 1991-99                                |
| John D. Cort                 | John Allen Nelson                | Sinkovits-Vitay András                       | 1989-90 (ezután visszatérő szereplő)   |
| Ben Edwards                  | Richard Jaeckel                  | Papp János Balázsi Gyula                     | 1991-92 (ezután visszatérő szereplő)   |
| Capt. Don Thorpe             | Monte Markham                    | Varga T. József Szersén Gyula                | 1989-92 (ezután visszatérő szereplő)   |
| Harvey Miller                | Tom McTigue                      | Zalán János                                  | 1991-92                                |
| Lt. Stephanie Holden         | Alexandra Paul                   | Balázs Ági Zakariás Éva                      | 1992-97                                |
| Matt Brody                   | David Charvet                    | Boros Zoltán                                 | 1992-95                                |
| Roberta 'Summer' Quinn       | Nicole Eggert                    | Madarász Éva                                 | 1992-94                                |
| Jimmy Slade                  | Kelly Slater                     | Lippai László                                | 1992-93                                |
| Jackie Quinn                 | Susan Anton                      | Vándor Éva                                   | 1992-94                                |
| Caroline Holden              | Yasmine Bleeth                   | Ullmann Mónika Szénási Kata                  | 1994-97,98                             |
| Logan Fowler                 | Jaason Simmons                   | Hevér Gábor Markovics Tamás                  | 1994-96                                |
| Neely Capshaw/Buchannon      | Gena Lee Nolin Jennifer Campbell | Mezei Kitty                                  | 1995-99                                |
| Cody Madison                 | David Chokachi                   | Zámbori Soma                                 | 1995-99                                |
| Mike 'Newmie' Newman         | Michael Newman                   | Juhász Zoltán                                | 1996-99 (ez előtt visszatérő szereplő) |
| Samantha 'Sam' Thomas        | Nancy Valen                      | Oláh Orsolya                                 | 1996-97                                |
| Jordan Tate                  | Traci Bingham                    | Lázár Erika                                  | 1996-98                                |
| Manny Gutierrez              | José Solano                      | Stern Dániel                                 | 1996-98                                |
| Donna Marco                  | Donna D'Errico                   | Nyírő Beáta                                  | 1996-98                                |
| Lani McKenzie                | Carmen Electra                   | Roatis Andrea                                | 1997-98                                |
| April Giminski               | Kelly Packard                    | Kiss Virág                                   | 1997-99                                |
| Jack 'J. D.' Darius          | Michael Bergin                   | Crespo Rodrigo                               | 1997-99                                |
| Lt. Taylor Walsh             | Angelica Bridges                 | Hámori Eszter                                | 1997-98                                |
| Skylar Bergman               | Marliece Andrada                 | Böhm Anita                                   | 1997                                   |
| Jessie Owens                 | Brooke Burns                     | Dögei Éva                                    | 1998-99                                |
| Alex Ryker                   | Mitzi Kapture                    | Orosz Helga                                  | 1998-99                                |

## Szereplők - Baywatch Hawaii (1999-2001)
| Szerep               | Színész           | Magyar hang    | Szereplési idő |
| -------------------- | ----------------- | -------------- | -------------- |
| Mitch Buchannon      | David Hasselhoff  | Forgács Péter  | 1999-00        |
| Jessie Owens         | Brooke Burns      | Dögei Éva      | 1999-00 (2001) |
| Jack 'J. D.' Darius  | Michael Bergin    | Crespo Rodrigo | 1999-01        |
| Mike 'Newmie' Newman | Michael Newman    | Juhász Zoltán  | 1999-00 (2001) |
| Dawn Masterton       | Brandy Ledford    | Hámori Eszter  | 1999-00        |
| Allie Reese          | Simmone Mackinnon | Kerekes Andrea | 1999-00        |
| Jason Ioane          | Jason Momoa       | Fekete Zoltán  | 1999-01        |
| Kekoa Tanaka         | Stacy Kamano      | Haffner Anikó  | 1999-01        |
| Sean Monroe          | Jason Brooks      | Varga Rókus    | 1999-01        |
| Leigh Dyer           | Brande Roderick   | Nyírő Beáta    | 2000-01        |
| Zach McEwan          | Charlie Brumbly   | Szabó Máté     | 2000-01        |
| Jenna Avid           | Krista Allen      | Csondor Kata   | 2000-01        |

## Baywatch-lányok
A Baywatch-lányok szinte mindegyike szerepelt már a Playboyban. Bővebben
| - Pamela Anderson - Erika Eleniak - Nicole Eggert - Yasmine Bleeth - Carmen Electra - Gena Lee Nolin - Donna D'errico - Alexandra Paul | - Kelly Packard - Traci Bingham - Marilece Andrada - Simmone Mackinnon - Mitzi Kapture - Stacy Kamano - Brooke Burns - Brande Roderick |

## Soundtrack
- Baywatch Theme - I'm Always Here
- Bad Gisi Girl